# Helena Cortesina
Helena Cortesina –de nom, Helena Cortés Altabas– (València, 17 de juliol de 1903 - Buenos Aires, 7 de març de 1984) va ser una cupletista i artista de varietats. Posteriorment fundà la seva pròpia productora, Cortesina Films, amb què rodà el film Flor de España o la vida de un torero (1923). Esdevingué així, després de la cineasta Elena Jordi —que havia dirigit el film Thais al 1918—, una de les pioneres del cinema fet a Espanya.
D'aquesta pel·lícula, una película muda rodada entre Madrid i Aranjuez, se'n conserven tot just uns quants fotogrames i la banda sonora, composta per Mario Bretón, que hauria d'acompanyar la projecció.
Al 1933 va viatjar a Buenos Aires, on va interpretar diverses obres de García Lorca, amb la companyia de Lola Membrives.
Compromesa durant la Guerra Civil espanyola amb l'Aliança d'Intel·lectuals Antifeixistes per a la Defensa de la Cultura, es va veure forçada a viure l'exili, que fou a Argentina, on va continuar treballant en el teatre i on vaa tenir la seva pròpia companyia. El seu va ser un dels noms silenciats amb la dictadura franquista.
L'any 2023, la Mostra de València i IVC La Filmoteca li dediquen una exposició i coediten una publicació al seu voltant, Helena Cortesina, una cineasta pionera a Espanya, treball d'investigació d'Irene de Lucas Ramón.